# Boba Niña Nice
Boba Niña Nice è un singolo della cantante pop rock messicana, Belinda. È il secondo estratto dal suo album Belinda ed è stato pubblicato nel dicembre 2003 dalla Sony BMG. Non ha avuto molto successo a causa della poca promozione.

## Il brano
Nonostante all'inizio la canzone entrò nella Top 100 del Messico, poco dopo precipitò a causa della mancata promozione. Questa canzone fu molte volte comparata a Sk8er Boi di Avril Lavigne per lo stile delle cantanti e per la tematica: tratta infatti di una coppia già esistente e di una ragazza, interessata al ragazzo fidanzato, che fa di tutto per prenderlo, riuscendoci.

## Videoclip
Il videoclip fu filmato in Messico con la direzione di Victor Gonzalez, e fu pubblicato nel dicembre 2003. La coreografia fu curata da Guillermina Gomez.
Il video comincia con delle scene di Belinda che canta la canzone con degli operai, e questa scena viene mostrata più volte nel corso del video. Successivamente Belinda viene mostrata mentre cammina con degli amici e canta la canzone a un ragazzo. Il video continua con dei ragazzi che fanno skateboard e compiono evoluzioni in bicicletta, e Belinda che canta la canzone ballando.

## Classifiche
| Classifica (2003 - 2004) | Posizione massima |
| ------------------------ | ----------------- |
| México Top 100           | 13                |
| Perù Top 100             | 13                |
| Argentina Top 100        | 39                |
| Brasil Top 100           | 100               |